# ちょっとやそっとじゃCAN'T GET LOVE
「ちょっとやそっとじゃCAN'T GET LOVE」（ちょっとやそっとじゃキャント・ゲット・ラブ）は、1986年4月にリリースされた中村あゆみの6枚目のシングルである。
1988年5月21日にCDシングルとして再発されている。規格品番はオリジナル盤のシングルレコードが7HB-2006、再発CDシングルが10HD-2006。

## 解説
- 表題曲は「カネボウ化粧品 '86夏のイメージソング」である。表題曲・B面曲ともに、オリジナル・アルバム未収録。
- 『ザ・ベストテン』では6週にわたりチャートインしたが、全国ツアー中だったためコンサート会場からの中継が多かった。
- タイアップの都合上、一部の歌番組では披露出来なかった。
- 高橋研から曲をもらったとき「かわいい曲なので当時歌うのを戸惑った」と後の収録アルバムのライナーノーツで語っている

## 収録曲
1. ちょっとやそっとじゃCAN'T GET LOVE
  - 作詞・作曲・編曲:高橋研
  - カネボウ化粧品「サンセラミィ　フレッシュパクト」CMソング
2. Three Time Looser
  - 作詞:中村あゆみ／作曲:陣内孝則・高橋研／編曲:井上鑑

## 収録作品
- ちょっとやそっとじゃCAN'T GET LOVE
  - BEST COLLECTION HUMMING BIRD YEARS '84-'93
  - HEART of DIAMONDS ボーカル新録のベストアルバム
  - DECADE-AYUMI LIVE- ライブ収録
  - Ayumi of AYUMI〜30th Anniversary All Time Best

- Three Time Looser
  - BEST COLLECTION HUMMING BIRD YEARS '84-'93